# Walter Linse
Dr Walter Linse, född 23 augusti 1903 i Chemnitz, död 15 december 1953 (avrättad) i Moskva, var en tysk jurist som arbetade för mänskliga rättigheter. Han var bland annat ordförande för människorättsföreningen Free German Jurists (Untersuchungsausschuss Freiheitlicher Juristen), en organisation med kopplingar till CIA.
Under nazisttiden arbetade Linse med att "rensa den tyska ekonomin från judisk influens" i Chemnitz. 
Efter naziregimens fall sadlade Linse om till jurist. Linse hade specialiserat sig på att brottsrubricera och uppmärksamma människorättskränkningar i östra Tyskland som var ockuperat av Sovjetunionen (senare Östtyskland). Den 8 juli 1952 kidnappades Walter Linse utanför sitt hem i Berlin-Lichterfelde av östtyska underrättelseagenter som förde honom till Sovjetunionen. Gripandet ledde till civila protester där över 25 000 personer samlades utanför rådhuset Rathaus Schöneberg för att demonstrera. Det uppmärksammades även av nationella och internationella myndigheter där bland annat dåvarande förbundskansler Konrad Adenauer och borgmästaren Ernst Rudolf Johannes Reuter vädjade för hans frigivande, och amerikanska myndigheter krävde att få klara besked om var han befann sig. 
Skör och sliten efter förhör erkände Linse sig skyldig till brott och den 23 september 1953 dömdes han till döden av sovjetisk domstol för spioneri och antisovjetisk propaganda genom antisovjetisk organisation. Fram till sin avrättning den 15 december samma år var Linse inkvarterad i fängelset Lubjanka i Moskva. 
Hans fall har uppmärksammats och hans minne hedrats genom åren. En grupp jurister blev engagerade i fallet och bildade efter händelsen organisationen Internationella Juristkommissionen, med syftet att försvara mänskliga rättigheter. 1961 fick gatan där Linse kidnappades namnet Walter-Linse-Straße.